# Arco de los Siglos
El Arco de los Siglos (en tagalo: Arko ng mga Daantaon) es un arco de triunfo en la Plaza Intramuros de la Universidad de Santo Tomás (UST) en la ciudad de Manila, capital del país asiático de las Filipinas que se destaca a quince metros de la Puerta del Milenio de la universidad a lo largo del Bulevar España. La estructura única reúne, las ruinas del arco original de Intramuros, que está frente al edificio principal, y su réplica, al frente del bulevar España. El arco fue la entrada original a la universidad cuando el campus todavía estaba en Intramuros durante el período entre los años 1611 y 1941.  Fue declarado por el Museo Nacional como un tesoro cultural nacional el 25 de enero de 2010.